# Xylopia phloiodora
Xylopia phloiodora este o specie de plante angiosperme din genul Xylopia, familia Annonaceae, descrisă de Gottfried Wilhelm Johannes Mildbraed. Conform Catalogue of Life specia Xylopia phloiodora nu are subspecii cunoscute.